# Lyngby-Taarbæk község
Lyngby-Taarbæk község (dánul: Lyngby-Taarbæk Kommune) Dánia 98 községének (kommune, helyi önkormányzattal rendelkező közigazgatási egység) egyike. Nagy-Koppenhága része.
A 2007. január 1-jén életbe lépő közigazgatási reform nem érintette.

## Települések
Települések és népességük:

Koppenhága és a környező községek

- Lyngby-Taarbæk (51532 - Nagy-Koppenhága része)
  - Kongens Lyngby

### Külső hivatkozások
- Hivatalos honlap (dán, angol, német)